# 河口镇 (古交市)
河口镇，是中华人民共和国山西省太原市古交市下辖的一个乡镇级行政单位。

## 行政区划
河口镇下辖以下地区：
扫石社区、汾水社区、河口村、火山村、河下村、寨上村、磨石村、耿家庄村、大南坪村、小南坪村、沟底村、神堂坪村、解家塔村、曹坪村、大坡村、石堂河村、院家峁村、吾儿峁村、后沟村和栲栳村。